# Arnay-le-Duc
Arnay-le-Duc ist eine französische Gemeinde mit 1355 Einwohnern (Stand 1. Januar 2022) im Département Côte-d’Or in der Region Bourgogne-Franche-Comté. Sie gehört zum Arrondissement Beaune und zum Kanton Arnay-le-Duc.

## Geographie
Die Gemeinde liegt rund 50 Kilometer südwestlich von Dijon am Oberlauf des Flusses Arroux. Nachbargemeinden sind Mimeure im Norden, Foissy im Osten, Saint-Prix-lès-Arnay im Südosten, Magnien im Südwesten und Jouey im Westen. Wenige Kilometer nordöstlich von Arnay-le-Duc grenzen die Flussgebiete von Loire, Seine und Rhone aneinander.

## Bevölkerungsentwicklung
| Jahr                       | 1962 | 1968 | 1975 | 1982 | 1990 | 1999 | 2007 | 2016 |
| Einwohner                  | 2018 | 2232 | 2456 | 2334 | 2040 | 1829 | 1690 | 1454 |
| Quellen: Cassini und INSEE |      |      |      |      |      |      |      |      |

## Gemeindepartnerschaften
- Wörrstadt in Rheinhessen, Deutschland